# Febbre catarrale dei piccoli ruminanti
La febbre catarrale dei piccoli ruminanti è una malattia infettiva, non contagiosa per l'uomo, dei Ruminanti domestici e selvatici. È conosciuta anche con il nome bluetongue (termine inglese), ma anche come il nome di febbre catarrale degli ovini, e in modo gergale come lingua blu; questo nome deriva dalla cianosi della mucosa linguale osservata negli animali colpiti in modo più grave.

## La causa
Agente eziologico è un virus (Bluetongue virus, BTV) del genere Orbivirus, famiglia Reoviridae; sulla base delle prove di sieroneutralizzazione, ad oggi sono stati individuati 27 differenti sierotipi.

## La trasmissione
Il virus si trasmette attraverso le punture dei moscerini ematofagi del genere Culicoides; in Africa e nel bacino del Mediterraneo la specie epidemiologicamente più importante è C. imicola sebbene il contagio sia possibile anche per mezzo di vettori passivi (attrezzature e strumentazioni di stalla contaminate). In Centro e Nord Europa e in molte aree italiane la specie più importante è rappresentata da C. obsoletus. Culicoides si infetta durante il pasto di sangue su un ospite viremico e BTV replica attivamente nell'organismo degli insetti, andando a colonizzare le ghiandole salivari, dalle quali è in grado di infettare un nuovo ospite punto da Culicoides. Elevate temperature serali e forti precipitazioni alla fine dell'estate tendono ad aumentare l'attività dei vettori, che è massima nella tarda estate -primo autunno, e quindi la trasmissione della malattia. Una volta inoculato, BTV tende a colonizzare le cellule del sangue, soprattutto i globuli rossi, fatto che facilita la trasmissione tramite il pasto di sangue del vettore. La viremia è stimata durare circa 60 giorni (durata massima in infezioni sperimentali nel bovino), mentre negli ovini e nei caprini la viremia è più corta.

## Specie colpite
La malattia è da sempre considerata esclusiva dei ruminanti, tuttavia nel 2008 è stato documentato un caso di infezione da BTV8 in due linci eurasiatiche, alimentate con carcasse di ruminanti infetti, in uno zoo del Belgio. La pecora è la specie più sensibile all'infezione da BTV e presenta sintomi clinici anche gravi; bovini e caprini vengono infettati ma sono più resistenti e generalmente la malattia trascorre con sintomi lievi o assenti. In Africa e nel Nord America numerose specie di Ruminanti selvatici (antilope, cervo, alce) sono state trovate positive al BTV, e potrebbero avere un ruolo come serbatoi naturali della malattia. La Bluetongue non colpisce l'uomo.

## Sintomi
Il periodo di incubazione medio è di 7 giorni. BTV colpisce soprattutto l'endotelio dei piccoli vasi sanguigni, provocando trombosi e conseguenti edema e necrosi ischemica dei tessuti. I sintomi più frequenti sono febbre, epifora, scialorrea, scolo nasale e zoppìa. Lesioni caratteristiche della malattia (osservabili soprattutto nelle pecore) sono ulcere buccali e naso-labiali, cianosi ed edema delle mucose buccali ed emorragie del cercine coronario. La mortalità tra le pecore può essere elevata specie nelle aree precedentemente indenni dalla malattia. Nel bovino è meno frequente osservare la malattia con le sue manifestazioni cliniche ed animali dai quali viene isolato BTV appaiono clinicamente sani.

## Profilassi
La Bluetongue è nella lista delle malattie da notificare all'OIE. La conferma della malattia è seguita dall'applicazione del provvedimento di zona di protezione in un raggio di 100  km dal focolaio, una zona di sorveglianza di 50 km attorno alla zona di protezione: questo abolisce la possibilità di spostare gli animali dalla zona colpita, con conseguente blocco del commercio di bestiame e tiene in considerazione che la malattia è trasmessa da vettori. A seguito di circolazione virale persistente in una zona, esiste l'opzione di vaccinare i ruminanti domestici del territorio interessato (ASL, provincia o regione); è importante individuare il sierotipo virale responsabile del focolaio per scegliere il vaccino adatto, visto che gli anticorpi contro un sierotipo di BTV non sono protettivi verso gli altri. L'utilizzo di insetto-repellenti sugli animali e la loro stabulazione in luoghi chiusi durante le ore serali possono contribuire a ridurre il rischio di trasmissione.

## Storia
Dopo poche sporadiche incursioni nella penisola iberica e nelle isole greche (ultimo focolaio nel 1980) nel 1998 BTV-sierotipo 9 fu isolato nelle isole greche di Rodi e Lesbo. Negli anni successivi si diffuse in Bulgaria, Macedonia, Serbia, Croazia, Albania. Nel 2000 per la prima volta BTV-sierotipo 2 fu isolato in Sardegna: mai prima d'allora la malattia si era manifestata in Italia e i danni per il patrimonio di capi ovini di Sardegna, Sicilia e Calabria furono ingenti; dall'Italia meridionale il virus si diffuse verso Nord in Corsica e nel Centro Italia, e verso Ovest nelle isole Baleari. Nuovi focolai di Bluetongue in Italia si verificarono nel 2003; i vaccini utilizzati per i piani di profilassi furono accusati di provocare effetti collaterali più gravi della malattia stessa. Nel 2004 fu colpita la Spagna continentale e nel 2006 il Portogallo (sierotipo 4). La varietà dei sierotipi isolati ha portato a ritenere che il virus sia arrivato in Europa percorrendo "rotte" diverse ed indipendenti tra loro; in particolare sembra che: 
- il sierotipo 9 ed il 16 siano arrivati dall'Oriente in Grecia via Turchia;
- il sierotipo 2 provenga dall'Africa subsahariana e sia giunto in Sardegna da Algeria e Tunisia;
- il sierotipo 4 sia arrivato nella penisola iberica dal Marocco.

Le piccole distanze esistenti tra Medio Oriente e Nordafrica ed Europa mediterranea possono giustificare la diffusione dei vettori mediante il vento. Nell'agosto del 2006 il primo caso di Bluetongue fu confermato nei Paesi Bassi; nei mesi successivi numerosi focolai, con forme cliniche gravi anche tra i bovini, furono individuati in Belgio, Lussemburgo, Germania e Francia; mai prima di allora BTV era stato individuato così a Nord. Il sierotipo isolato è il numero 8, mai riscontrato in altri paesi europei e correlato con virus isolati nell'Africa subsahariana. La via di introduzione del sierotipo 8 nel Nord Europa rimane poco chiara.